# Észtországi Munkáskommün
Az Észtországi Munkáskommün (észtül: Eesti Töörahva Kommuun, oroszul: Эстляндская трудовая коммуна, ЭТК) vagy ÉMK az Észt Köztársaság bolsevikok által megszállt területén működő, el nem ismert állam volt az észt függetlenségi háború és az oroszországi polgárháború alatt.

## Története
A kommunista államot 1918. november 29-én hozták létre Narvában a Vörös Hadsereg támogatásával. Rövid fennállása alatt Jaan Anvelt töltötte be az államfői pozíciót. Működése alatt a kommün bezáratta a templomokat, a magántulajdonban lévő gyárakat, bankokat és földeket államosították.
A kommunisták sikeresen szorították vissza a népi erők seregeit, Tallinnt 34 kilométerre közelítették meg.  A köztársaságiak totális támadása 1919. január 7-én kezdődött meg az Észt Népi Hadsereg (Rahvavägi) részvételével, Johan Laidoner vezetésével, aki később kiűzte a Vörös Hadsereget Észtországból a Brit Birodalom katonai támogatásával. A kommün seregei folyamatosan visszavonultak, kormánya először Pszkovba, majd Lugába végül 1919. május 17-én Sztaraja Russzába költözött.

## Nemzetközi elismertsége
Az Oroszországi Szocialista Szovjet Köztársaság 1918. december 7-én hivatalosan elismerte az Észt Munkáskommünt, amelynek kormányát 1920-tól kezdve is legitimnek tartotta. Ebben az időben ugyanakkor az OSZSZSZK-t sem ismerte el egyik állam sem. Az orosz szovjet kormány legitimitását ismerő első nemzetközi szerződések közé tartozik az észt függetlenségi háborút 1920-ban lezáró tartui béke.

## Vörösterror
A rezsim 1918 novembere és 1919 januárja között sorozatos terrorizmust vitt véghez. 1919 decemberében Tartuban több száz embert tartóztattak le, 1919. január 9-én pedig számos német gyártulajdonost végeztek ki a fagyott folyón. Közvetlenül Tartu visszafoglalása előtt a kommunisták egy városi bank alagsorában papokat és más foglyokat végeztek ki. Az áldozatok közé tartozik Platon püspök, Sergei Florinski pap és Traugott Hahn lelkész. Az akkor kivégzettek száma megközelíti az 500 főt.

## A kommün tagjai
- Jaan Anvelt – főtitkár és tábornok
- Viktor Kingissepp – belügyi főbiztos
- Hans Pöögelmann – gazdasági főbiztos
- Artur Vallner – kultúra és oktatási főbiztos
- Johannes Mägis – külügyi főbiztos
- Rudolf Vakmannce – társadalombiztosítási főbiztos
- Johannes Käspert – főtitkár-helyettes

## Fordítás
Ez a szócikk részben vagy egészben  a   Commune of the Working People of Estonia című angol Wikipédia-szócikk ezen változatának fordításán alapul.  Az eredeti cikk szerkesztőit annak laptörténete sorolja fel. Ez a jelzés csupán a megfogalmazás eredetét és a szerzői jogokat jelzi, nem szolgál a cikkben szereplő információk forrásmegjelöléseként.